# Sabicea floribunda
Sabicea floribunda är en måreväxtart som beskrevs av Karl Moritz Schumann. Sabicea floribunda ingår i släktet Sabicea och familjen måreväxter. Inga underarter finns listade i Catalogue of Life.